# First Time (Jonas Brothers)
First Time è un singolo del gruppo musicale statunitense Jonas Brothers, pubblicato nel 2013 ed estratto dall'album Live.

## Tracce
- Download digitale

1. First Time – 3:48

## Video
Il videoclip della canzone è stato girato a Las Vegas durante le prove di Miss USA 2013.